# Chaim Klein

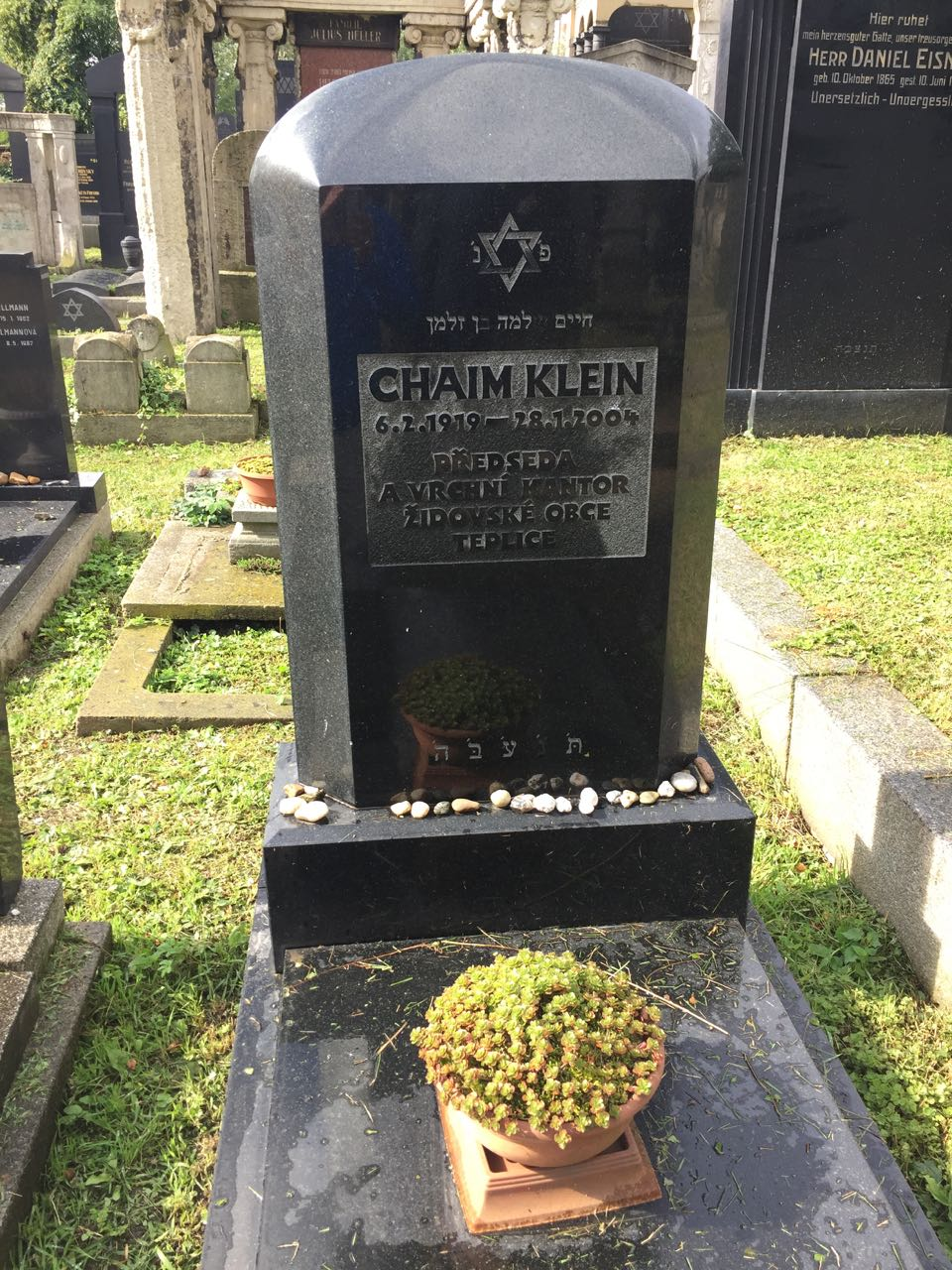
Hrob Chaima Kleina z"l na Novém žid. hřbitově v Teplicích

Chaim Klein (hebrejským jménem חיים שלמה בן זלמן קליין‎ Chaim Šlomo ben Zalman Klein; 6. února 1919 Hrušovo – 28. ledna 2004 Teplice) byl český židovský aktivista, dlouholetý předseda Židovské obce v Teplicích a od 70. let do roku 2004 také její poslední kantor. Chaim Klein byl jedním z posledních zástupců klasické východoevropské předválečné aškenázské liturgie a tradiční židovské vzdělanosti v ČR.

## Mládí a vzdělání
Narodil v tradičním židovském prostředí na Podkarpatské Rusi v obci Hrušovo. Do svých dvanácti let zde studoval v místním chederu, poté byl pro svoje mimořádné nadání, rozpoznané místním rabínem, poslán rodiči do chederu v nedalekém štetlu Apša, která měla kvalitnější cheder, vedený rabínem Simchou.
Tady se věnoval studiu po celý následující rok, a po bar micva v roce 1932 odešel studovat na ješívu ve Slatinských Dolech, vedenou rabínem Halberstammem, kde však zůstal jen krátce; na rozhodnutí rodiny odchází na další ješivu, tentokráte do slovenských Michalovců, kterou vedl rabín Šmuel Rubín. Po několika letech se jeho otec rozhodl, že aby se jeho syn sám stal rabínem, pošle ho na chasidskou ješívu do rumunského Marmaruš Sigétu. Mladý student však neměl potřebný pas, a tak dennodenně přecházel hranici ČSR-Rumunsko ilegálně. Ve svých vzpomínkách uvedl:
| „ | "Otec začal se starat o novou ješivu. A jelikož dědeček byl věrným stoupencem svého oblíbeného rabína v jednom městě v Rumunsku, dopadl los na slavnou ješivu tohoto rabína. Vznikla však otázka, vždyť toto město je v Rumunsku na druhé straně řeky a Hrušovo bylo v Československu. Jak je možné přecházet přes hranice jen tak bez pasportu? Odpověď na to je, že je to veliký omyl. Hranice jsou stvořené jen pro tupce a neznabohy, ale u chasidů hranice neexistují! Je třeba mít jen víru v rabína a v důsledku a zásluhou jeho zbožnosti a s pomocí boží se to odbývá takto: Především se odříkává značná porce žalmů, ke konci se musí říci verše, které začínají písmeny „vajavor“, což znamená: „a přešel“. Potom se můžete pustit na cestu. Během cesty nesmíte zapomenout si stále v duchu představovat rabínovu tvář. A když přijdete do blízkosti hranic a střetnete se se zelenými anděly zkázy a oni vás obtěžují, vyberete z kaftanové kapsy padesátikorunu. Jestli ještě štěkají, tak se vyhrábne ještě dva- cetikoruna a hranice již není hranicí. Je to jen malá vodička, která vám sahá jen po kolena, kterou musíte přejít a namočit si nohy, které je stejně již nutno trochu umýt." | “ |

## Normalizace
Chaima Kleina se v 80. letech ke spolupráci snažila získat Státní bezpečnost, což odmítl. Dle vzpomínek jeho manželky prohlásil: 
| „ | "Já jako vedoucí představitel židovské obce nemohu připustit, abych jiné Židy udával. Neexistuje. I když budete chodit dnem i nocí za mnou, já vám to nepodepíšu!" | “ |

Chaim Klein z"l zemřel v Teplicích v roce 2004. Pochován je na Novém židovském hřbitově v Teplicích